# Европско првенство у атлетици на отвореном 1938 — 100 метара за мушкарце
Трка на 100 метара у мушкој конкуренцији на 2. Европском првенству у атлетици 1938. одржана је 3. септембра на стадиону Коломб у Паризу.

## Земље учеснице
Учествовало је 20 такмичара из 13 земаља.
1. Белгија  (2)
2. Италија  (1)
3. Лихтенштајн (1)
4. Луксембург (1)
5. Мађарска (2)
6. Немачка  (1)
7. Норвешка (1)
8. Пољска (1)
9. Уједињено Краљевство (2)
10. Француска (2)
11. Холандија  (2)
12. Швајцарска (2)
13. Шведска (2)

## Рекорди
| Рекорди пре почетка Европског првенства 1938. | Рекорди пре почетка Европског првенства 1938. | Рекорди пре почетка Европског првенства 1938. | Рекорди пре почетка Европског првенства 1938. | Рекорди пре почетка Европског првенства 1938. |
| --------------------------------------------- | --------------------------------------------- | --------------------------------------------- | --------------------------------------------- | --------------------------------------------- |
| Светски рекорд                                | Џеси Овенс Сједињене Државе                   | 10,02                                         | Чикаго, Сједињене Америчке Државе             | 20. јун 1936.                                 |
| Европски рекорд                               | Артур Јонат Немачка                           | 10,03                                         | Бохум, Немачка                                | 5. јун 1932.                                  |
| Европски рекорд                               | Крис Бергер Холандија                         | 10,03                                         | Амстердам, Холандија                          | 26. август 1934.                              |
| Европски рекорд                               | Ленарт Страндберг Шведска                     | 10,03                                         | Малме, Шведска                                | 26. септембар 1936.                           |
| Рекорди Европских првенстава                  | Крис Бергер Холандија                         | 10,06                                         | Торино, Италија                               | 7. септембар 1934.                            |
| Рекорди Европских првенстава                  | Јожеф Шир Мађарска                            | 10,06                                         | Торино, Италија                               | 7. септембар 1934.                            |
| Рекорди после Европског првенства 1938.       |                                               |                                               |                                               |                                               |
| Рекорди Европских првенстава                  | Мартинус Осендарп, Холандија                  | 10,5 кв. 1 гр.                                | Париз, Француска                              | 3. септембар 1938.                            |
| Рекорди Европских првенстава                  | Орацио Маријани, Италија                      | 10,05 кв 4 гр.                                | Париз, Француска                              | 3. септембар 1938.                            |
| Рекорди Европских првенстава                  | Ленарт Страндберг Шведска                     | 10,05 пф 1 гр.                                | Париз, Француска                              | 3. септембар 1938.                            |
| Рекорди Европских првенстава                  | Орацио Маријани, Италија                      | 10,04 пф 2 гр.                                | Париз, Француска                              | 3. септембар 1938.                            |
| Рекорди Европских првенстава                  | Вејнард ван Беверен, Холандија                | 10,04 пф 2 гр.                                | Париз, Француска                              | 3. септембар 1938.                            |

## Освајачи медаља
|                             |                         |                           |
| Мартинус Осендарп Холандија | Орацио Маријани Италија | Ленарт Страндберг Шведска |

## Резултати

### Квалификације
Квалификације су одржане у суботу 3. септембра у 15.30. За полуфинале су се пласирала по тројица првопласираних из четири квалификационе групе. (КВ)
| Место | Група | Атлетичар           | Земља                | Резултат | Бел.    |
| ----- | ----- | ------------------- | -------------------- | -------- | ------- |
| 1.    | 1.    | Мартинус Осендарп   | Холандија            | 10,5     | КВ, РЕП |
| 2.    | 4     | Орацио Маријани     | Италија              | 10,5     | КВ, РЕП |
| 3.    | 1.    | Жилијен Саланс      | Белгија              | 10,6     | КВ, НР  |
| 4.    | 2     | Ленарт Страндберг   | Шведска              | 10,6     | КВ      |
| 5.    | 3     | Вејнард ван Беверен | Холандија            | 10,6     | КВ      |
| 6.    | 1.    | Ернест Пејџ         | Уједињено Краљевство | 10,7     | КВ      |
| 7.    | 2.    | Артур Свини         | Уједињено Краљевство | 10,7     | КВ      |
| 8.    | 2.    | Ерик Сјовали        | Норвешка             | 10,7     | КВ      |
| 9.    | 2.    | Франсоа Мерш        | Луксембург           | 10.7     |         |
| 10.   | 3.    | Бернар Маршан       | Швајцарска           | 10,7     | КВ      |
| 11.   | 3.    | Ђула Ђенеш          | Мађарска             | 10,8     | КВ      |
| 12.   | 2     | Дједоне Деврин      | Белгија              | 10,7     |         |
| 13.   | 4.    | Јожеф Шир           | Мађарска             | 10,7     | КВ      |
| 14.   | 4.    | Манфред Керш        | Немачка              | 10,7     | КВ      |
| 15.   | 1.    | Ленарт Линдгрен     | Шведска              | 10,8     |         |
| 16.   | 4.    | Паул Хани           | Швајцарска           | 10,8     |         |
| 17.   | 1.    | Жан Журдијан        | Француска            | 10,9     |         |
| 18.   | 2.    | Бернард Заслона     | Пољска               | 10,9     |         |
| `19.  | 4.    | Жан Физи            | Француска            | 11,2     | '       |
| 20.   | 2.    | Ксавер Фрик         | Лихтенштајн          | 12,5     |         |

### Полуфинале
Полуфинала такмичења одржана су у 3. септембра у 16.35. За полуфинале су се пласирала по тројица првопласираних из обе полуфиналне групе. (КВ)
| Место | Група | Атлетичар           | Земља                | Резултат | Бел.    |
| ----- | ----- | ------------------- | -------------------- | -------- | ------- |
| 1.    | 2     | Орацио Маријани     | Италија              | 10,4     | КВ, РЕП |
| 2.    | 1     | Вејнард ван Беверен | Холандија            | 10,4     | КВ, РЕП |
| 3.    | 1     | Ленарт Страндберг   | Шведска              | 10,5     | КВ, РЕП |
| 4.    | 2.    | Артур Свини         | Уједињено Краљевство | 10,6     | КВ      |
| 5.    | 2.    | Жилијен Саланс      | Белгија              | 10,6     | =НР     |
| 6.    | 2.    | Мартинус Осендарп   | Холандија            | 10,7     | КВ      |
| 7.    | 1.    | Бернар Маршан       | Швајцарска           | 10,7     | КВ      |
| 8.    | 1.    | Манфред Керш        | Немачка              | 10,7     |         |
| 9.    | 1.    | Ернест Пејџ         | Уједињено Краљевство | 10,8     |         |
| 10.   | 1.    | Ђула Ђенеш          | Мађарска             | 10,8     |         |
| 11.   | 2.    | Јожеф Шир           | Мађарска             | 11,0     |         |
| 12.   | 2.    | Ерик Сјовали        | Норвешка             | 11,0     |         |

### Финале
И финале је одржано истог дана 3. септембра са почетком у 18.05.
| Место | Атлетичар           | Земља                | Резултат | Бел. |
| ----- | ------------------- | -------------------- | -------- | ---- |
|       | Мартинус Осендарп   | Холандија            | 10,5     |      |
|       | Орацио Маријани     | Италија              | 10,6     |      |
|       | Ленарт Страндберг   | Шведска              | 10,6     |      |
| 4.    | Вејнард ван Беверен | Холандија            | 10,6     |      |
| 5.    | Артур Свини         | Уједињено Краљевство | 11,0     |      |
| 6.    | Бернар Маршан       | Швајцарска           | 11.2     |      |

## Укупни биланс медаља у трци на 100 метара за мушкарце после 2. Европског првенства 1934—1938.
|    | Земља      |   |   |   |   |
| -- | ---------- | - | - | - | - |
| 1. | Холандија  | 2 | 0 | 0 | 2 |
| 2. | Италија    | 0 | 1 | 0 | 1 |
| 2. | Немачка    | 0 | 1 | 0 | 1 |
| 4, | Мађарска   | 0 | 0 | 1 | 1 |
| 4, | Шведска    | 0 | 0 | 1 | 1 |
|    | Укупно {5} | 2 | 2 | 2 | 6 |

|                                        | Атлетичар                              | Земља                                  |                                        |                                        |                                        |                                        |
| Није било вишеструких освајача медаља. | Није било вишеструких освајача медаља. | Није било вишеструких освајача медаља. | Није било вишеструких освајача медаља. | Није било вишеструких освајача медаља. | Није било вишеструких освајача медаља. | Није било вишеструких освајача медаља. |
| -------------------------------------- | -------------------------------------- | -------------------------------------- | -------------------------------------- | -------------------------------------- | -------------------------------------- | -------------------------------------- |